# 贾平凹
贾平凹（1952年3月16日—），原名贾平娃，后改“平凹”（取“洼”解，是指“坦途”之意），陕西丹凤人，中国大陸当代作家，中国作家协会理事、陕西省作家协會主席。现为西安建筑科技大学人文学院院长。2016年12月当选第九届中国作家协会副主席。

## 生平
1952年，農曆2月21日，新曆3月16日出生于乡村教师家庭，从小父亲对他的教育非常严格，经常使用棍棒教育，结婚后都曾打过他。
1975年，毕业于西北大学中文系。毕业后从事过几年文学编辑工作，曾任陕西人民出版社文艺编辑、《长安》文学月刊编辑。
1983年，開始就职西安市文联，专职作家，从事专业创作。
1986年，出版长篇小说《浮躁》。
1993年，作品《废都》由北京出版社出版第一版后，毁誉参半，被冠之以“流氓作家”称号，《废都》也随后被禁。理由是：书中大量的性描写争议太多。
2008年，凭借《秦腔》获得第七届茅盾文学奖。
2009年，《废都》解禁，作家出版社率先再版。
2018年2月24日，当选为第十三届全国人大代表。

## 风格
在文学界，贾平凹以“商州系列”为代表的农村作品写得非常优秀。

## 主要作品

### 长篇小说
- 《商州》1986北京十月文艺出版社
- 《浮躁》1987作家出版社
- 《妊娠》1988作家出版社
- 《废都》1993北京出版社初版，2009作家出版社再版
- 《白夜》1995华夏出版社
- 《土门》1996春风文艺出版社
- 《高老庄》1998太白文艺出版社
- 《怀念狼》2000作家出版社
- 《病相报告》2002上海文艺出版社
- 《秦腔》2005作家出版社
  - 《秦腔》绘画评点本，2009工人出版社
- 《高兴》2007作家出版社
- 《古炉》2011人民文学出版社
- 《带灯》2013人民文学出版社
- 《老生》2014人民文学出版社
- 《极花》2015人民文学出版社
- 《山本》2018人民文学出版社
- 《暂坐》2019作家出版社

### 中短篇小说集
- 《兵娃》1977中国少年儿童出版
- 《姐妹本纪》1979安徽人民出版社
- 《山地笔记》1980上海文艺出版社
- 《野火集》1982陕西人民出版社
- 《小月前本》1984花城出版社
- 《腊月·正月》1985北京十月文艺出版社
- 《天狗》中篇小说1992作家出版社
- 《故里》1987中原农民出版社
- 《晚唱》1987百花文艺出版社
- 《早晨的歌》1990陕西人民出版社
- 《商州散记》
- 《贾平凹获奖中篇小说集》1992西北大学出版社
- 《贾平凹自选集》1993作家出版社
- 《太白》2016四川文艺出版社

### 散文集
- 《贾平凹散文自选集》1992漓江出版社
- 《月迹》1984百花文艺出版社
- 《爱的踪迹》1985上海文艺出版社出版
- 《心迹》1985四川文艺出版社
- 《坐佛》1994太白文艺出版社
- 《造一座房子住梦》1998人民日报出版社
- 《远山野情》2006中国社会出版社
- 《静水深流》长篇散文2008河南文艺出版社
- 《四十岁说》1994陕西旅游出版社
- 《五十大话》2003长江文艺出版社
- 《定西笔记》2011人民文学出版社
- 《前言与后跋》2013海豚出版社
- 《老西安》2014中国社会出版
- 《自在独行》2016长江文艺出版社
- 《愿人生从容》2016九州出版社
- 《愿人生从容》2016东方出版中心
- 《心迹》2016四川文艺出版社
- 《生命是孤独的旅程》2017中国友谊出版公司
- 《游戏人间》2017百花洲文艺出版社
- 《脚客》2019上海三联书店
- 《静中开花》2022山东文艺出版社

### 其他
- 长篇自传体《我是农民》1998吉林人民出版社。回忆青少年、初恋
- 长篇自传体《酱豆》（原定2019出版，仅发表了简介和片断）回顾《废都》写作出版情况
- 诗集《空白》2013陕西师范大学出版社

### 文集
- 《贾平凹文集》8卷，1995年中国文联出版公司
- 《贾平凹文集》18卷，2008年陕西人民出版社。以刘邦“大风起兮云飞扬威加海内归故乡安得猛士”在书脊冠字排序，尚缺“守四方”及另两个语气词“兮”。贾平凹闻说感言，他也知道此生能写出多少本书了。
- 《贾平凹文集》珍藏版20卷，2010年陕西人民出版社
- 《贾平凹作品》20卷，2012年译林出版社
- 《贾平凹作品》20卷，2013年上海三联出版社

### 相关评论
- 《学着活》贾平凹、夏菲著，1999敦煌文艺出版社
- 《平凹文论集：访谈》2015三联书店
- 《平凹与三毛》

## 奖项荣誉
- 1988年：《浮躁》获得第八届美孚飞马文学奖铜奖[11]
- 1991年：第四屆莊重文文學獎
- 1996年：《废都》获1997年法国费米娜奖外國小說獎
- 2000年：《浮躁》被《亞洲周刊》選為二十世紀中文小說一百強
- 2003年：法國藝術及文學勳章（騎士級）[12][13]
- 2005年：《秦腔》獲華語文學傳媒大獎年度傑出作家獎[14]
- 2005年：《秦腔》獲《當代》長篇小說年度最佳獎專家獎
- 2006年：《秦腔》獲第1屆紅樓夢獎首獎
- 2008年：《秦腔》獲第7屆茅盾文学獎[15]
- 2011年：《古爐》獲《當代》長篇小說年度最佳獎、第一屆施耐庵文學獎
- 2012年：《古爐》獲第4屆紅樓夢獎決審團獎
- 2014年：《老生》獲華語文學傳媒大獎年度傑出作家獎

## 评价

### 正面评价
中国当代著名作家王蒙点评贾平凹时说：“贾平凹这人说话时陕西味十足，他的眼睛非常亮，很有观察力，事实上，他的农民模样掩盖了他的精明、智慧。他是个聪明、善于不露痕迹搞幽默的作家。”
《半岛晨报》评价贾平凹是中国当代文坛屈指可数的文学奇才，被誉为“鬼才”。他是当代中国一位最具叛逆性、创造精神和广泛影响的作家，也是当代中国可以进入世界文学史册的为数不多的著名文学家之一。

### 负面评价
著名文艺批评家肖鹰评点贾平凹时说：“贾平凹的《秦腔》，从表述方面来说，他的语言表达很圆熟，但是，我从中看不到一个站在中国文学高峰上的巨著所应该具有的品质和内涵。我看到的更多的是琐碎的、低迷的、阴暗的、甚至猥亵的写作趣味。作家在对现实的苦难和困厄进行揭示的时候，心中应该怀着真挚的大爱，应该带着对社会、人生的悲悯和祝福的情怀。如果把《秦腔》这样的作品推崇为中国文学（小说）的高峰之作，既是很可笑的事，更是很可悲的事。《废都》在1993年出版时，遭遇到批评界、尤其是中青年批评家的普遍抨击，这是对的；其后被查禁，也是对的。因为这部书，不仅语言和结构仿旧，而且思想和旨趣酸腐，其中那种旧式没落文人的自以为是和淫逸幻觉，是完全违背我们现时代的人文精神的。现在，《废都》不仅被解禁，而且个别当年狂批《废都》的新锐批评家现在摇身一变，变脸成为飙捧《废都》的‘权威幹将’。在这‘狂’与‘飙’的大转换之间，是这些批评家换了大脑，还是我们的文学标准、乃至于基本的是非观出现了问题呢……我认为，《废都》和《檀香刑》这样的作品被批评家追捧，只能表明在当下批评界，文学标准和个人标准都瓦解了，当下中国文学批评确实在整体上颓败了。”

## 婚姻家庭
1978年农历腊月24日，贾平凹与同乡韩俊芳在西安的单身宿舍结婚。1992年离婚。有女儿贾浅浅。
1996年12月，贾平凹和护士郭梅结婚。

## 外部連結
- 贾平凹的新浪微博
- 贾平凹新浪博客（页面存档备份，存于）
- 王一燕：〈说家园乡情，谈国族身份：试论贾平凹乡土小说（页面存档备份，存于）〉。
- "我是为农村写作而生的"（页面存档备份，存于） 歌德学院（中国）